# Deutschland Cup 2015
26. edycja Deutschland Cup – rozegrana została w dniach 6–8 listopada 2015 roku. Zgodnie z tradycją, w turnieju wzięły udział cztery zespoły. Mecze rozgrywane były w augsburskiej hali Curt-Frenzel-Stadion. Organizatorem turnieju była niemiecka federacja hokejowa, Deutscher Eishockey-Bund (DEB).
Podobnie jak przed rokiem w turnieju zwyciężyła reprezentacja gospodarzy, wyprzedzając drugą w tabeli kadrę Stanów Zjednoczonych oraz Szwajcarię. Ostatnie miejsce zajęła reprezentacja Słowacji.

## Wyniki
| 6 listopada 2015 | Stany Zjednoczone | 1:0 | Słowacja | Curt-Frenzel-Stadion, Augsburg |

| Szczegóły      | Szczegóły              | Szczegóły       | Szczegóły   | Szczegóły                                                                                              |
| -------------- | ---------------------- | --------------- | ----------- | --- |
| Godzina: 16:00 | B. Hanowski (EQ) 23:31 | (0:0, 1:0, 0:0) |             | Widzów: 4258 Sędzia główny: Marc Iwert Marian Rohatsch Sędziowie liniowi: Thorsten Lajoie Jonas Merten |
| Godzina: 16:00 | 6 min. kar             |                 | 14 min. kar | Widzów: 4258 Sędzia główny: Marc Iwert Marian Rohatsch Sędziowie liniowi: Thorsten Lajoie Jonas Merten |

| 6 listopada 2015 | Niemcy | 2:3 | Szwajcaria | Curt-Frenzel-Stadion, Augsburg |

| Szczegóły      | Szczegóły                                  | Szczegóły       | Szczegóły                                                          | Szczegóły                                                                                               |
| -------------- | ------------------------------------------ | --------------- | ------------------------------------------------------------------ | --- |
| Godzina: 19:30 | P. Gogulla (PP2) 17:58 D. Boyle (EQ) 48:19 | (1:0, 0:2, 0:0) | 24:52 (EQ) S. Moser 30:00 (PP) G. Hofmann 51:50 (PP) L. Martschini | Widzów: 4258 Sędzia główny: Stefan Bauer Vladimír Pešina Sędziowie liniowi: Markku Büse Nikolas Neutzer |
| Godzina: 19:30 | 36 min. kar                                |                 | 41 min. kar                                                        | Widzów: 4258 Sędzia główny: Stefan Bauer Vladimír Pešina Sędziowie liniowi: Markku Büse Nikolas Neutzer |

| 7 listopada 2015 | Szwajcaria | 4:5 pd. | Stany Zjednoczone | Curt-Frenzel-Stadion, Augsburg |

| Szczegóły      | Szczegóły                                                                                 | Szczegóły            | Szczegóły | Szczegóły                                                                                             |
| -------------- | ----------------------------------------------------------------------------------------- | -------------------- | --- | --- |
| Godzina: 14:00 | L. Cunti (PP) 25:45 G. Hofmann (PP2) 33:26 L. Martschini (EQ) 34:37 G. Hofmann (PS) 42:13 | (0:0, 3:1, 1:3, 0:1) | 24:50 (EQ) J. Slater 43:49 (EQ) B. Connelly 52:13 (EQ) B. Hanowski 52:40 (EQ) C. Wellman 62:56 (EQ) Ch. Billins | Widzów: 4 739 Sędzia główny: Stefan Bauer Marc Iwert Sędziowie liniowi: Lukas Kohlmüller Jonas Merten |
| Godzina: 14:00 | 8 min. kar                                                                                |                      | 35 min. kar | Widzów: 4 739 Sędzia główny: Stefan Bauer Marc Iwert Sędziowie liniowi: Lukas Kohlmüller Jonas Merten |

| 7 listopada 2015 | Niemcy | 4:2 | Słowacja | Curt-Frenzel-Stadion, Augsburg |

| Szczegóły      | Szczegóły                                                                        | Szczegóły       | Szczegóły                               | Szczegóły |
| -------------- | -------------------------------------------------------------------------------- | --------------- | --------------------------------------- | --- |
| Godzina: 17:30 | B. Macek (EQ) 00:53 Y. Ehliz (PP) 14:07 B. Kohl (PP) 24:58 P. Gogulla (EQ) 28:11 | (2:0, 2:0, 0:2) | 41:01 (EQ) M. Bakoš 57:44 (EQ) M. Réway | Widzów: 4 739 Sędzia główny: Sirko Hunnius Vladimír Pešina Sędziowie liniowi: Thorsten Lajoie Nikolas Neutzer |
| Godzina: 17:30 | 10 min. kar                                                                      |                 | 14 min. kar                             | Widzów: 4 739 Sędzia główny: Sirko Hunnius Vladimír Pešina Sędziowie liniowi: Thorsten Lajoie Nikolas Neutzer |

| 8 listopada 2015 | Słowacja | 4:0 | Szwajcaria | Curt-Frenzel-Stadion, Augsburg |

| Szczegóły      | Szczegóły                                                                                  | Szczegóły       | Szczegóły   | Szczegóły                                                                                              |
| -------------- | ------------------------------------------------------------------------------------------ | --------------- | ----------- | --- |
| Godzina: 13:00 | A. Šťastný (EQ) 11:04 T. Marcinko (PP1) 25:05 V. Dravecký (PP2) 42:25 E. Šedivý (EQ) 57:12 | (1:0, 1:0, 2:0) |             | Widzów: 4624 Sędzia główny: Stefan Bauer Sirko Hunnius Sędziowie liniowi: Jonas Merten Nikolas Neutzer |
| Godzina: 13:00 | 16 min. kar                                                                                |                 | 66 min. kar | Widzów: 4624 Sędzia główny: Stefan Bauer Sirko Hunnius Sędziowie liniowi: Jonas Merten Nikolas Neutzer |

| 8 listopada 2015 | Stany Zjednoczone | 2:5 | Niemcy | Curt-Frenzel-Stadion, Augsburg |

| Szczegóły      | Szczegóły                                    | Szczegóły       | Szczegóły                                                                                                  | Szczegóły                                                                                                   |
| -------------- | -------------------------------------------- | --------------- | --- | --- |
| Godzina: 16:30 | T. Stapleton (PP1) 32:08 R. Stoa (PP1) 38:32 | (0:3, 2:1, 0:1) | 05:22 (PP1) D. Kahun 05:49 (PP1) P. Hager 13:57 (EQ) P. Gogulla 33:54 (EQ) D. Wolf 59:11 (EQ, ENG) D. Wolf | Widzów: 4624 Sędzia główny: Vladimír Pešina Marian Rohatsch Sędziowie liniowi: Markku Büse Lukas Kohlmüller |
| Godzina: 16:30 | 8 min. kar                                   |                 | 12 min. kar                                                                                                | Widzów: 4624 Sędzia główny: Vladimír Pešina Marian Rohatsch Sędziowie liniowi: Markku Büse Lukas Kohlmüller |

## Tabela
| Poz. | Zespół            | M | Pkt | Z | WpD | PpD | P | G+ | G- | +/- |
| ---- | ----------------- | - | --- | - | --- | --- | - | -- | -- | --- |
| 1    | Niemcy            | 3 | 6   | 2 | 0   | 0   | 1 | 11 | 7  | +4  |
| 2    | Stany Zjednoczone | 3 | 5   | 1 | 1   | 0   | 1 | 11 | 7  | +4  |
| 3    | Szwajcaria        | 3 | 4   | 1 | 0   | 1   | 1 | 7  | 11 | -4  |
| 4    | Słowacja          | 3 | 3   | 1 | 0   | 0   | 2 | 6  | 5  | +1  |